# BHÉV MX und MXA
Die Baureihen MX und MXA sind elektrische Nahverkehrs-Triebzüge der Budapesti Helyiérdekű Vasút (BHÉV) für die vier mit 1 kV Gleichspannung elektrifizierten Vorortstrecken der ungarischen Hauptstadt Budapest. Sie sind mit einer Fußbodenhöhe von 825 mm ausgeführt und ermöglichen von 550 mm hohen Bahnsteigen einen Zugang mit lediglich einer Stufe. Hergestellt wurden die 91 Fahrzeuge vom Lokomotivbau Elektrotechnische Werke „Hans Beimler“ Hennigsdorf (LEW) in der damaligen Deutschen Demokratischen Republik. Mit Stand 2024 sind noch alle vorhanden.

## Geschichte

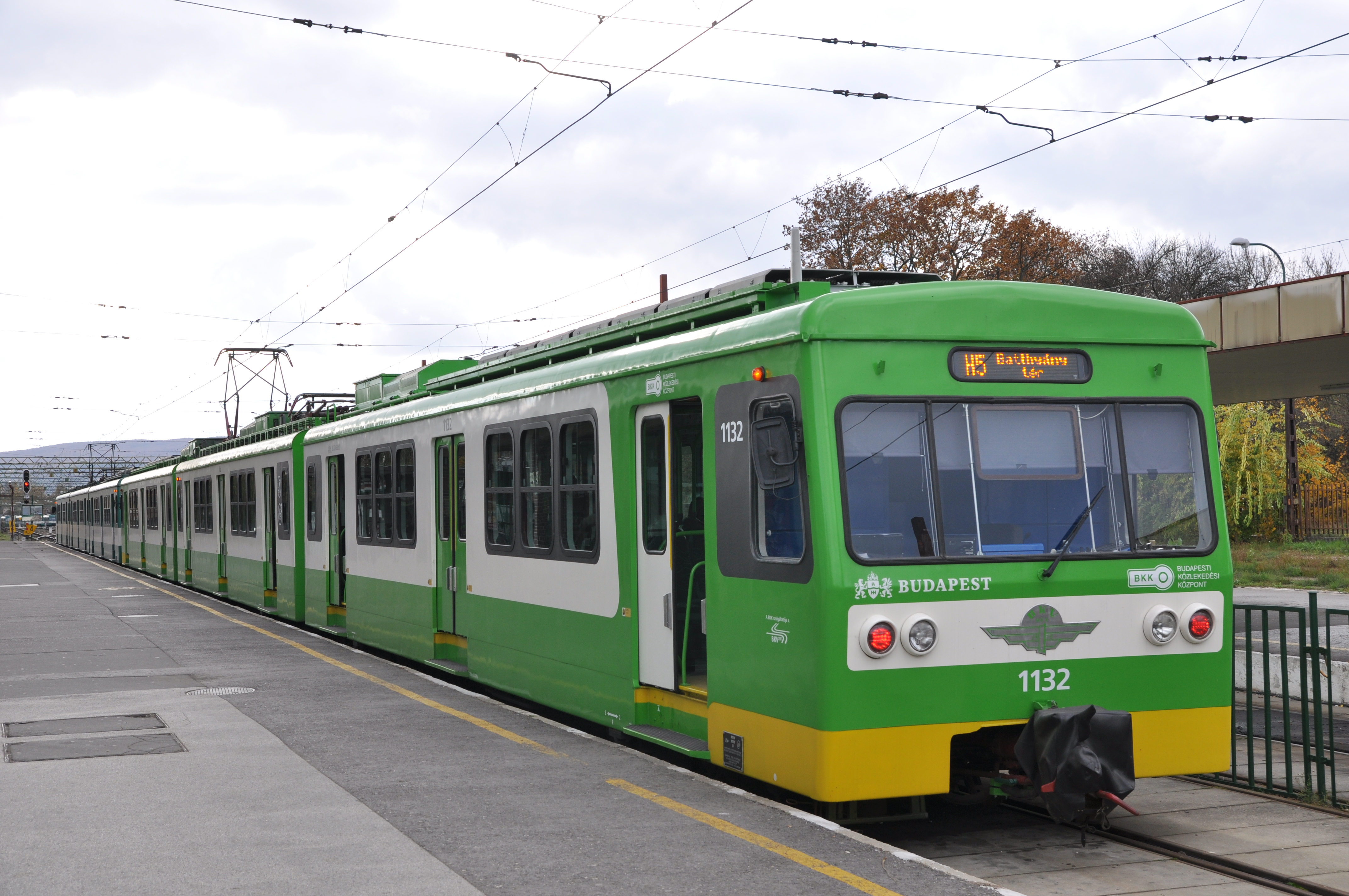
Modernisierte Einheit in Szentendre, 2016

Die Fahrzeuge wurden ab 1969 gefertigt, im Jahr 1971 wurden die ersten Triebzüge, bestehend aus zwei äußeren Triebwagen und einem mittleren antriebslosen Mittelwagen, dem Betrieb übergeben, nachdem ein Triebzug 1970 auf der Leipziger Frühjahrsmesse ausgestellt wurde. Die ersten Triebzüge wurden als Reihe MX (Triebwagen) und PXXVIII (Mittelwagen) bezeichnet und besaßen die Nummern 861...892.
Nach einem Probebetrieb von vier Jahren wurden von 1975 bis 1983 die nächsten 75 Fahrzeuge ausgeliefert, die als Reihe MXA (Triebwagen) und PXXVIIIa (Mittelwagen) bezeichnet wurden. Sie besaßen die Nummern 901...1150. Die MXA hatten etwas längere Wagenkästen, da sie ursprünglich an den Stirnseiten Wagenübergänge besaßen.
Die Fahrzeuge sind mittlerweile über 50 Jahre in Betrieb. In der Zwischenzeit gab es Umbauten. So wurden die Wagenübergangstüren entfernt und durch Blindwände ersetzt. Der größere Raum wurde durch ein Gepäckabteil genutzt. Weitere Erneuerungen betrafen vor allem die Antriebseinrichtung und die Innenraumgestaltung. So wurde bei den neuen Fahrzeugen eine Klimaanlage eingebaut und der schmale mittlere Gang zwischen den Sitzplätzen durch einzelne Traglastenabteile und schmalere Sitze ersetzt. Die modernisierten Fahrzeuge sind durch eine abweichende Lackierung mit hellerer Grundfarbe gekennzeichnet.
Es ist vorgesehen, die Triebzüge noch ungefähr bis zum Jahr 2034 zu betreiben.

## Technik

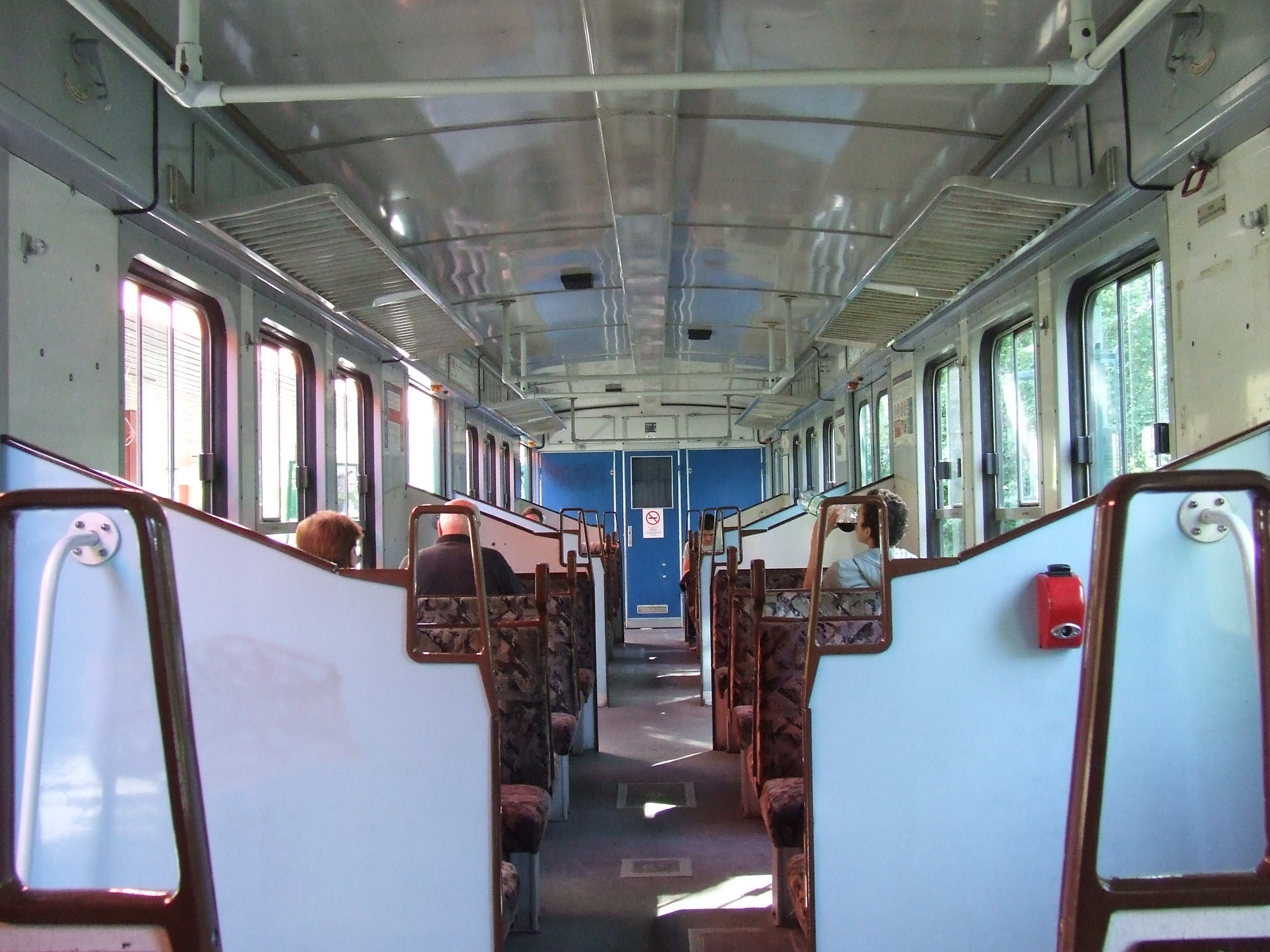
Originale Inneneinrichtung

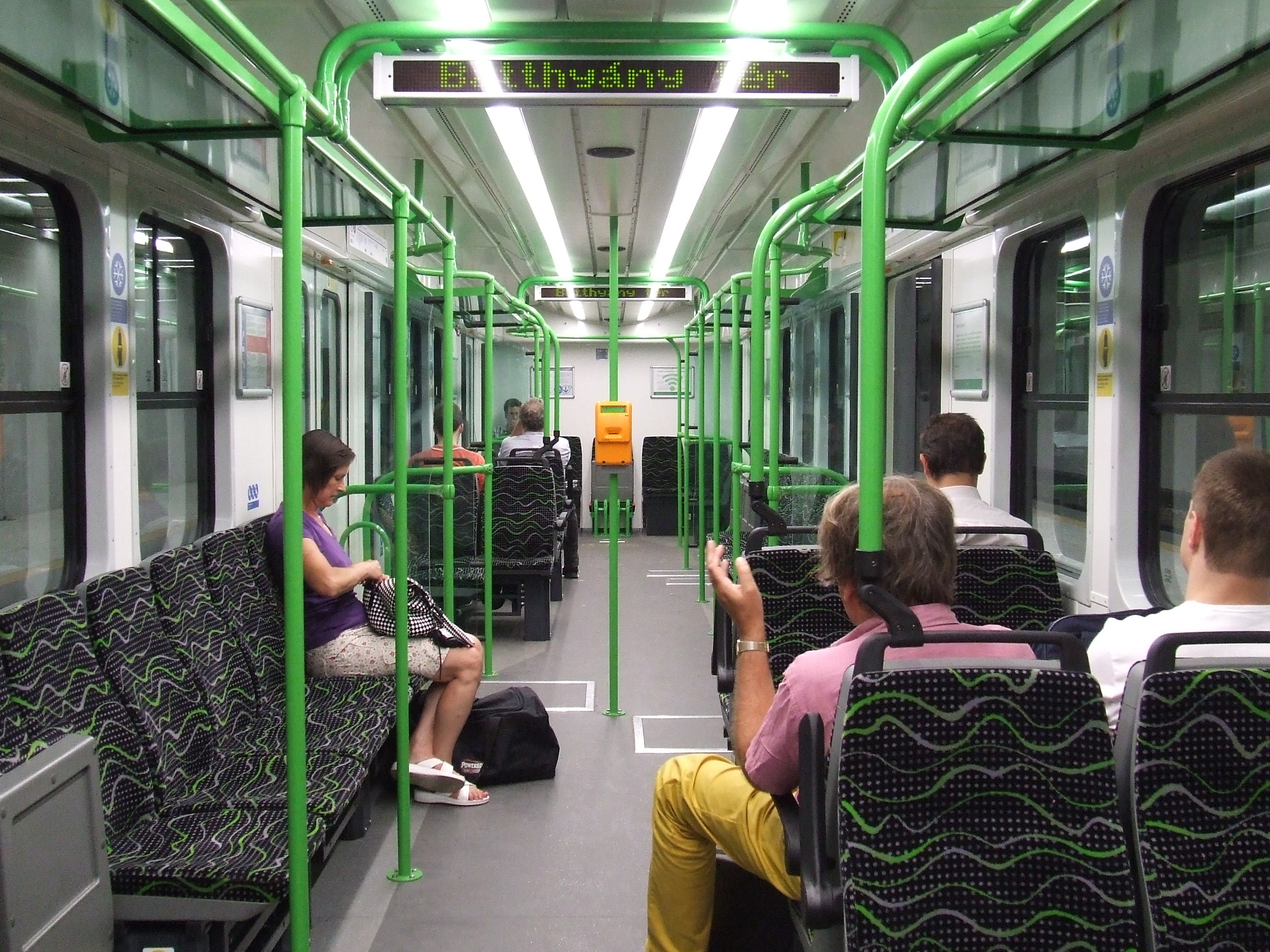
Modernisierte Inneneinrichtung

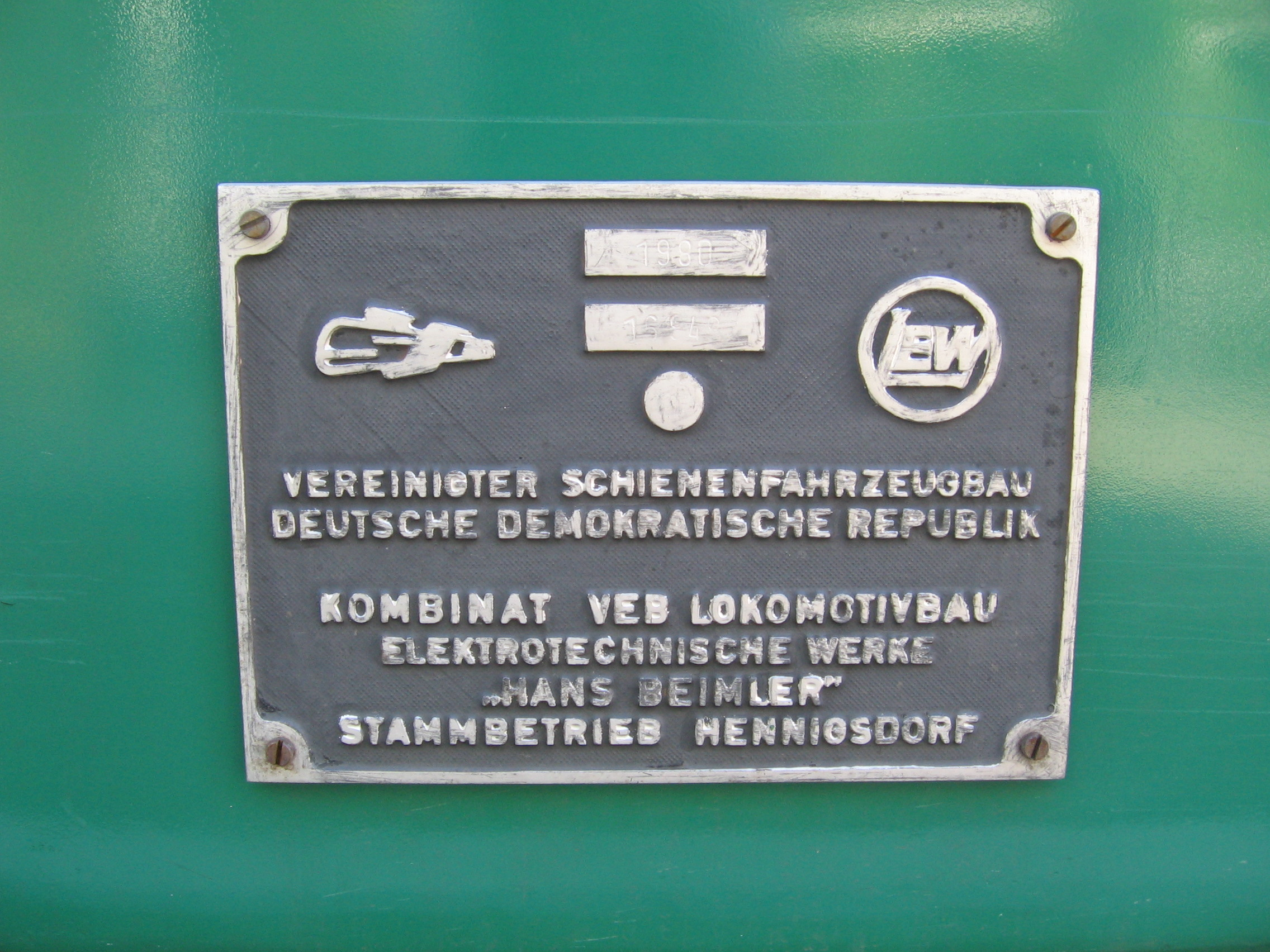
Firmenschild von LEW Hennigsdorf

### Mechanik
Die Trieb- und Mittelwagen sind in ihren Abmessungen und Parametern weitgehend vereinheitlicht worden, sodass Wagenlänge, Drehgestelle, Drehzapfenabstand, Überhänge, Seitenwände mit Tür- und Fensteranordnung gleich sind. Alle Wagen besitzen Scharfenbergkupplungen. Bei den MX sind die Stromabnehmer auf den äußeren Wagen, bei den MXA sitzt dieser auf dem Mittelwagen. Die Stirnpartie der Fahrzeuge entwarf ein Industriedesigner und stimmte sie damals mit den Budapester Verkehrsbetrieben ab.
Bei der Konstruktion der Drehgestelle wurde Rücksicht genommen auf den kleinen Raddurchmesser und die niedrige Einstiegshöhe. Der Drehgestellrahmen ist in Schweißkonstruktion in Leichtbauweise hergestellt. Er ist H-förmig ausgebildet und hat in der Mitte die Wiege mit der Lagerung für den Drehzapfen. Die Scheibenräder sind in Zylinderrollenlagern gelagert. Zwischen den Radscheiben sitzt der Fahrmotor in Tatzlagerbauart. Auf der einen Seite des Fahrmotors befindet sich der Antrieb, auf der anderen Seite die Achsscheibenbremse. Der Wagen ist mit einer Federspeicherbremse ausgestattet, die in der Lage ist, den Wagen in einem Gefälle bis zu 36 ‰ festzuhalten.
Der Wagenkasten ist in Stahlleichtbauweise in Schweißausführung hergestellt. Der tragenden Verband bietet durch Diagonalversteifungen und Dachquerversteifungen zusätzlichen Halt. Klappen in den Unterboden gestatten den Zugang zu den Fahrmotoren, dem Kompressor, Sandkasten und Stoßdämpfern. Die Seitenwände sind aus einem Gerippe dünnkantiger Abkantprofile und der Außenhaut zusammengeschweißt. Der gesamte Wagenkasten ist auf eine Belastung von bis zu 1000 kN ausgelegt. Die Stirnwände und Rückwände haben zusätzliche Versteifungen.
Die Einheit ist mit einer Druckluftbremse nach dem System KE sowie einer elektrische Widerstandsbremse ausgerüstet. Gebremst wird zuerst elektrisch. Da nur die Triebwagen eine elektrische Bremse haben, wird bei dem Mittelwagen bei starker Bremsung über die elektropneumatische Bremse die Bremszylinder mit beaufschlagt. Beim Erreichen der letzten Bremsstufe wird automatisch die elektropneumatische Bremse des gesamten Wagens beaufschlagt.

### Elektrik
Die elektrische Ausrüstung wurde unter den Gesichtspunkten der schnellen Beschleunigung, dem Streckenprofil mit Steigungen bis 36 ‰ und dem erforderlichen kurzen Fahrgastwechselzeiten ausgeführt. Sie gliedert sich in die einzelnen Aufgabenbereiche Fahr- und Bremsstromkreis, Steuerstromkreis und Hilfsbetriebekreis.
Hinter dem Scherenstromabnehmer sind ein Überspannungsableiter und der Dachtrennschalter angeordnet. Die beiden Triebwagen sind durch eine Dachleitung verbunden. Geschützt wird die gesamte Starkstromanlage von einem Schnellschalter. Die beiden Fahrmotoren im Drehgestell sind ständig in Reihe geschaltet. Sie werden in den Stufen 1–12 in Serie, in den Stufen 13–20 in Parallelschaltung und 21–23 mit Shuntierungsstufen gesteuert. Der Übergang zwischen den einzelnen Stufen geschieht ohne Zugkraftunterbrechung mittels einer Brückenschaltung. Mit Hilfe eines elektropneumatischen Fahr-Bremswenders erfolgt die Umschaltung vom Fahr- in den Bremsmodus. Die fahrdrahtunabhängige Widerstandsbremse ist in Kreuzschaltung aufgebaut. Sie ist ebenso für die Gefällebremsung geeignet.
Die Fahrzeuge sind für die Vielfachsteuerung von insgesamt sechs Wagen, das heißt entweder zweimal Triebwagen-Mittelwagen-Triebwagen oder dreimal Triebwagen-Triebwagen, von einem Führerstand aus geeignet. Die Kupplung der Steuerleitungen erfolgt automatisch durch die Scharfenbergkupplung. Der gesamte Steuerstrombedarf wird durch den Umformer bereitgestellt. Ein Wagenabschalter ermöglicht es, bei einem Defekt von einem Steuerkreis den gesamten Wagen abzuschalten. Alle Befehle für den Fahr- und Bremsbetrieb werden durch den Fahrschalter gestellt. Er besitzt vier Beschleunigungs- und vier Bremsstufen. Auf den Bremsstufen 3 und 4 wird automatisch der Mittelwagen pneumatisch abgebremst. Ein Gleitschutz überwacht den elektrischen Bremsvorgang. Um plötzlich Beschleunigungs- oder Bremssprünge zu vermeiden, werden diese Werte durch eine Rückbegrenzungsautomatik überwacht.
Der Hilfsbetriebekreis wird vom Steuerstromumformer gespeist. Er ist für den Betrieb des Haupt- und Hilfsluftpresser verantwortlich. Die Heizung wird mit Frischstrom in drei Heizstufen realisiert. Beleuchtet wurden die Fahrzeuge damals noch mit Leuchtstofflampen, bei den rekonstruierten Fahrzeugen wurden sie inzwischen auf modernere Elemente umgestellt. Außerdem gehören zu den Hilfseinrichtungen die elektrisch beheizte Klarsichtscheibe, der pneumatisch betriebenen Scheibenwischer, die elektrische Führerstandsheizung und die elektropneumatische Sandstreueinrichtung. Ab dem Jahr 2000 wurden die Führerstände der Fahrzeuge klimatisiert ausgeführt.